# Stazione di Bari Aeroporto
Bari Aeroporto è una fermata ferroviaria di Bari posta lungo la ferrovia Bari-Barletta, adiacente all'aeroporto di Bari-Palese.

## Storia
L'impianto fu inaugurato il 20 luglio 2013 contestualmente alla variante a servizio dell'aeroporto di Bari, i cui lavori furono appaltati nel 2008, nell'ambito di un progetto cofinanziato complessivamente con 41 milioni di euro di fondi europei FESR.

## Strutture e impianti
La fermata, sotterranea, dispone di due binari e presenta una tipologia costruttiva che la rende affine a una fermata di metropolitana.

## Movimento
Il servizio ferroviario è strutturato secondo le relazioni denominate FR2 e FM2 della rete denominata Ferrovie del Nord Barese esercita dalla società Ferrotramviaria.